# Poppenreuth (Fürth)

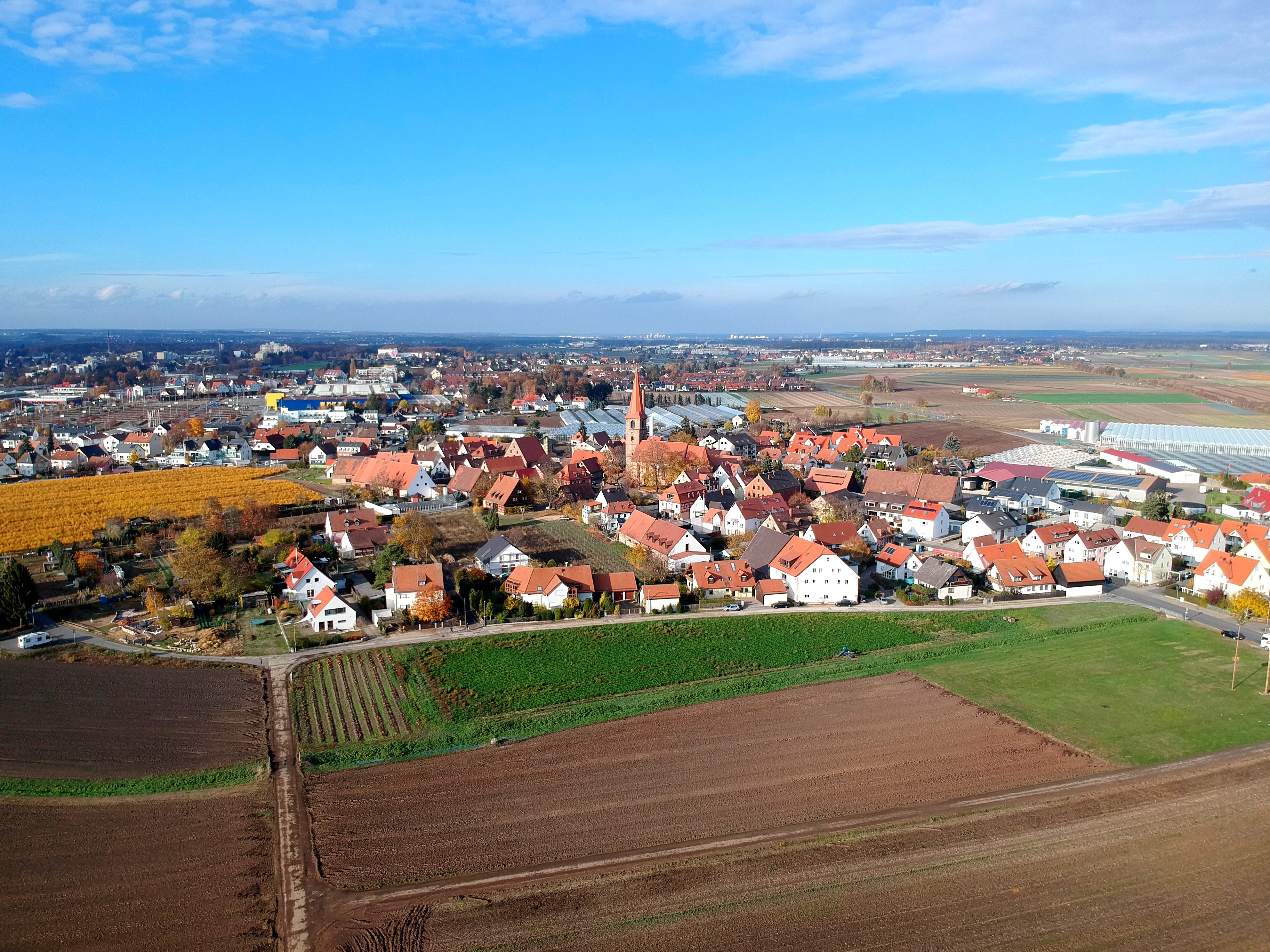
Luftbild Poppenreuths von Süden (2018)

Poppenreuth (fränkisch: „Bobmraid“) ist ein Gemeindeteil der kreisfreien Stadt Fürth in Mittelfranken, Bayern. Die Gemarkung Poppenreuth hat eine Fläche von 3,307 km². Sie ist in 2902 Flurstücke aufgeteilt, die eine durchschnittliche Fläche von 1139,71 m² haben.

## Geografie
Das Pfarrdorf liegt etwa zwei Kilometer östlich des historischen Fürther Stadtkernes an der Grenze zu Nürnberg. Im Osten grenzt das fränkische Knoblauchsland an, im Süden fließt die Pegnitz und direkt über dem Ortsgebiet verläuft die Einflugschneise des Flughafens Nürnberg. Poppenreuth ist über die Anschlussstelle Fürth-Poppenreuth (AS 37) der Bundesautobahn 73 angeschlossen. Gemeindeverbindungsstraßen verlaufen an Ronhof vorbei nach Sack (2 km nördlich) und zur Kriegsopfersiedlung (1,4 km südöstlich).
Die Bayerische Uraufnahme zeigt Poppenreuth in den 1810er Jahren als ein Kirchdorf mit 42 Anwesen.

## Geschichte

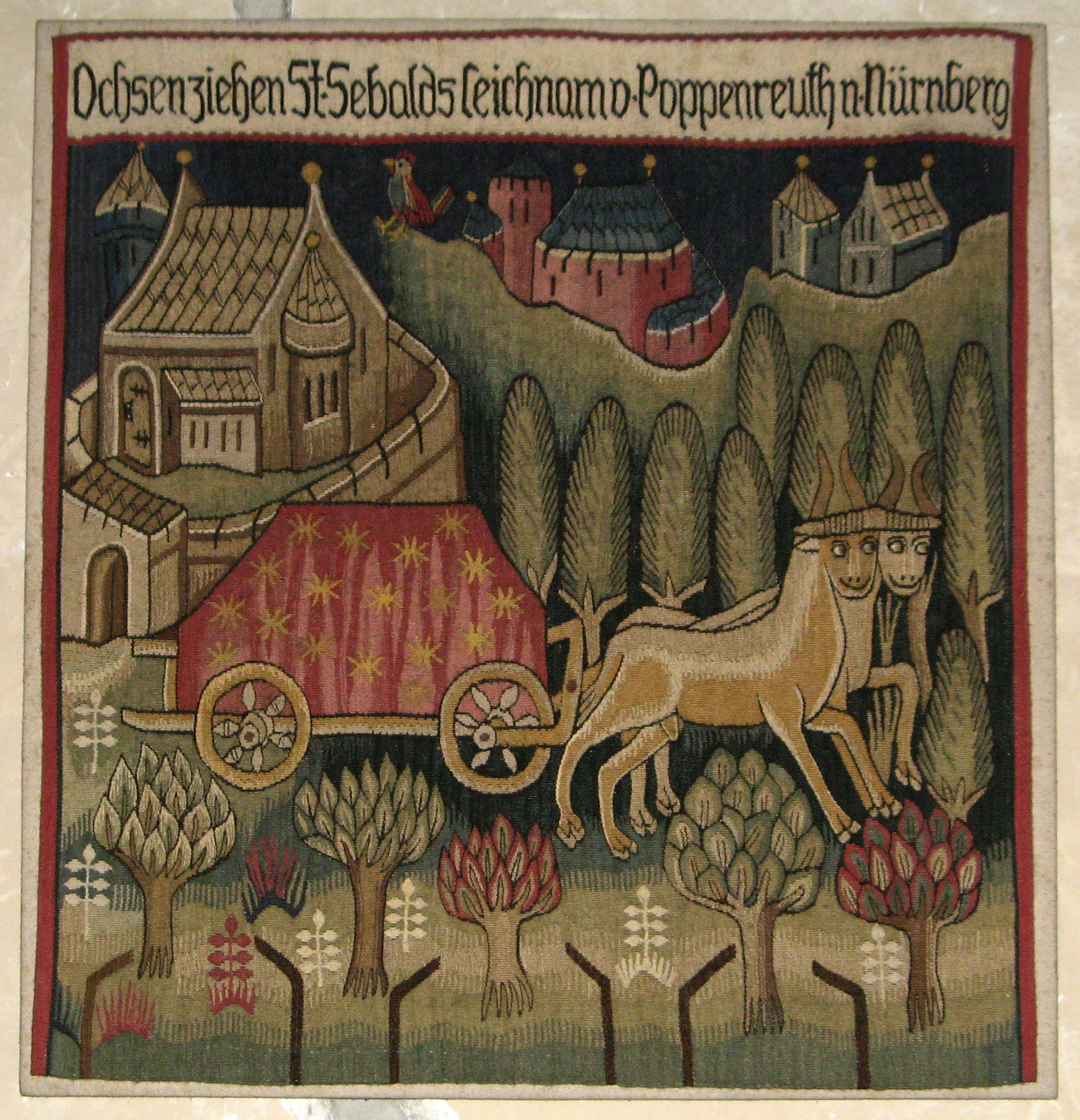
Darstellung der Überführung der Gebeine des Heiligen Sebaldus von Poppenreuth nach Nürnberg auf einem Wandteppich um 1410

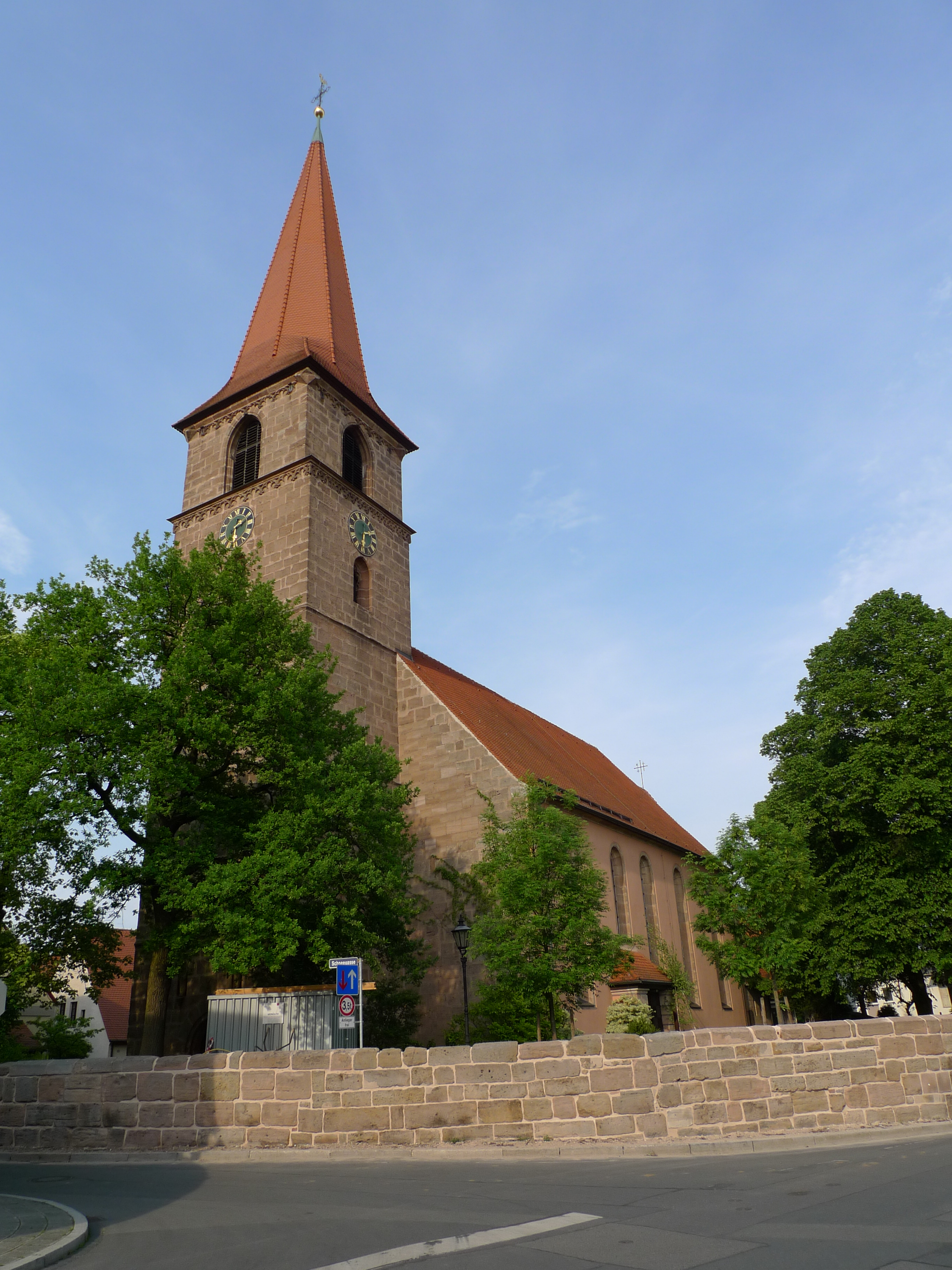
Evangelische Kirche
St. Peter und Paul (2010)

Der Ortsname bedeutet „Rodung des Poppo“. Die Dorfgründung – als kleiner Weiler um die Kirche gruppiert – liegt in der Mitte des 9. Jahrhunderts. Erste urkundliche Erwähnung findet der Ort 1303 in einer Urkunde des Nürnberger Burggrafen Konrad des Frommen als „Boppenrevt“. Es wurden 7 Höfe aufgelistet, die als Geschenk an das Bistum Bamberg gingen. Um das Jahr 1410 war die Kirche als Wehrkirche angelegt und von einer festen Mauer umgeben. Die älteste Abbildung ist ein Wandteppich aus dieser Zeit. Die Darstellung zeigt den Ochsenkarren der der Legende nach den Sarg des heiligen Sebald von Poppenreuth nach Nürnberg transportiert haben soll. 1450 wurde Poppenreuth im Ersten Markgrafenkrieg niedergebrannt. Die Jahreszahl 1456 über dem Westeingang zeugt vom Wiederaufbau. Auch im Zweiten Markgrafenkrieg wurde das Dorf 1553 erneut zerstört. Nach der Reformation gehörten zum Marktsprengel Poppenreuth 10 Dörfer des Knoblauchslands.
Im Dreißigjährigen Krieg hatten diese durch Brandschatzung und Hungersnot sehr zu leiden. Von der Bevölkerung von Poppenreuth war nur ein Viertel verblieben. Auf einem Stich von 1708 ist die Dorfmitte neben der Kirche mit Pfarrhaus, Dorfbrunnen und zwei Wirtshäusern dargestellt.
Gegen Ende des 18. Jahrhunderts gab es in Poppenreuth 39 Anwesen. Das Hochgericht übte das brandenburg-ansbachische Oberamt Cadolzburg, was von der Reichsstadt Nürnberg bestritten wurde. Die Dorf- und Gemeindeherrschaft hatte das bambergische Dompropsteiamt Fürth. Grundherren waren das Dompropsteiamt Fürth (2 Dreiviertelhöfe, 4 Halbhöfe, 3 Viertelhöfe, 4 Gütlein, 2 Häuslein, 2 Wirtshäuser, 1 Schenkstatt, 1 Hirtenhaus); die Reichsstadt Nürnberg: Katharinenamt (1 Gut), Landesalmosenamt (1 Pfarrhof); das Rittergut Röckenhof (4 Güter, 1 Badhaus); Nürnberger Eigenherren: von Imhoff (2 Güter), von Kreß (2 Halbhöfe), von Löffelholz (1 Hof, 3 Güter, 1 Schmiedstatt), Burkard von Löffelholzscher Familienfideikomiss (1 Gut), von Oelhafen (1 Halbhof, 2 Güter).
Ab 1796 unterstand Poppenreuth kurzzeitig dem preußischen König Friedrich-Wilhelm II. Zehn Jahre später endete die preußische Herrschaft mit der Zugehörigkeit Frankens zu Bayern. Von 1797 bis 1808 unterstand der Ort der Polizeicommision Fürth. Im Rahmen des Gemeindeedikts wurde 1808 der Steuerdistrikt Poppenreuth und die Ruralgemeinde Poppenreuth gebildet. Sie war in Verwaltung und Gerichtsbarkeit dem Landgericht Nürnberg zugeordnet und in der Finanzverwaltung dem Rentamt Fürth (1919 in Finanzamt Fürth umbenannt). In der freiwilligen Gerichtsbarkeit unterstanden 7 Anwesen von 1825 bis 1836 dem Patrimonialgericht (PG) Gibitzenhof, 2 Anwesen von 1823 bis 1835 dem PG Höfen, 3 Anwesen bis 1812 und von 1818 bis 1846 dem PG Neunhof und 5 Anwesen bis 1812 und von 1820 bis 1836 dem PG Röckenhof. Ab 1862 gehörte Poppenreuth zum Bezirksamt Fürth und zum Landgericht Fürth (1879 in Amtsgericht Fürth umbenannt). Die Gemeinde hatte 1888 eine Gebietsfläche von 3,578 km².
Am 1. Januar 1900 wurde Poppenreuth ein Stadtteil von Fürth.
Poppenreuth hat sich seit dem in den 1950er Jahren einsetzenden Bauboom in seiner Siedlungsfläche von ehemals knapp fünf Hektar mehr als verdreißigfacht. Das bebaute Gebiet des Gemeindeteils umfasst heute etwa 1,7 km²

### Baudenkmäler
In Poppenreuth gibt es zwölf Baudenkmäler:
- Historischer Ortskern
- Evangelisch-Lutherische Pfarrkirche St. Peter und Paul: Die Kirche war bis ins 13. Jahrhundert Mutterkirche von St. Sebald in Nürnberg. In ihrer heutigen Gestalt mit dem markanten Westturm geht sie in der Bausubstanz bis ins frühe 15. Jahrhundert zurück; der 1522 vollendete spätgotische Chor wird Hans Beheim d. Ä. zugeschrieben. Das Bild des Innern prägt eine doppelgeschossige, heute holzsichtige Langhausempore (1859/60). Im Chor steht ein spätgotischer Flügelaltar (Ende 15. und Anfang 16. Jahrhundert), der im 19. Jahrhundert in dieser Form als neugotisches Kunstwerk zusammengefügt wurde. Die farbigen Glasfenster im Chor wurden 1881/82 hergestellt, wobei in das linke Fenster Reste von Scheiben des 16. Jahrhunderts eingearbeitet wurden.[14]
- Friedhof
- Pfarrhaus

### Einwohnerentwicklung
| Jahr      | 1818   | 1840   | 1852   | 1855   | 1861   | 1867   | 1871   | 1875   | 1880   | 1885   | 1890   | 1895   | 1900   | 1925   | 1950   | 1961   | 1970   | 1987  |
| Einwohner | 287    | 318    | 370    | 370    | 390    | 429    | 519    | 631    | 662    | 818    | 837    | 863    | *      | *      | 1530   | 1537   | 1478   | 1954  |
| Häuser    | 42     | 45     |        |        |        |        | 61     |        |        | 87     | 96     |        | *      | *      | 181    | 236    |        | 485   |
| Quelle    | [ 16 ] | [ 17 ] | [ 18 ] | [ 18 ] | [ 19 ] | [ 20 ] | [ 21 ] | [ 22 ] | [ 23 ] | [ 11 ] | [ 24 ] | [ 18 ] | [ 25 ] | [ 26 ] | [ 27 ] | [ 28 ] | [ 29 ] | [ 2 ] |

## Religion
Poppenreuth ist seit der Reformation evangelisch-lutherisch geprägt und Sitz der Pfarrei St. Peter und Paul. Die Einwohner römisch-katholischer Konfession sind nach St. Christophorus (Poppenreuth) gepfarrt.

## Verkehr
Im Jahr 1843 wurde Poppenreuth zum Kanalanlieger, als am Ludwig-Donau-Main-Kanal der Handelshafen Fürth nur 600 m westlich des Ortes entstand. Auch die Ludwig-Süd-Nord-Bahn führte damals dort vorbei, jedoch gab es keinen eigenen Haltepunkt.
Die Buslinien 39 & 175 der infra fürth verbinden die Ortschaft mit dem Netz des Fürther Stadtverkehrs, welches zum VGN gehört.